# 奇里基火山
奇里基火山（Volcán de Chiriqui），又称巴鲁火山（Volcán Barú），是巴拿马海拔最高的山，主峰海拔3,474（11,398英尺），是巴拿马的最高峰。火山沿着与哥斯达黎加的国界线绵延约35公里。
由于火山的高海拔和巴拿马细长的国家形状，晴朗的天气下在山上可能同时看到太平洋和加勒比海。

## 地理
奇里基火山是一座休眠火山，但是最近的潜在活火山仅仅在北美洲的大陆分水岭西侧的奇里基省境内。火山周围被肥沃的高地所环绕，山地发源河流很多，主要发源有Chiriquí和Caldera两条河流。村落多集中在山区西部，但也有例外，如有19,000人口的Boquete就在山地东部。
山顶偶有下冰粒和冰雹的报告，山上最低温低于0°C，霜冻会频繁出现在旱季。

### 喷发
奇里基火山最近一次的主要喷发大约在500年，此外还有一些证据证明在1550年附近有一次小型的火山喷发。然而，2006年在山地周边发生的群震使人担心在未来火山会发生喷发。目前火山已进入潜在的喷发活跃期，如果火山变为活火山，喷发的可能会延续数年。
通过放射性碳定年法，专家推测火山曾经在前9280±30年、前7420±75年、前1270±100年、260±150年、710±30年、1130±150年和1340±75年喷发过。

## 国家公园
当地于1976年建立巴鲁火山国家公园，面积14325公顷。该国家公园是中美洲生物走廊的一部分。主要动物有黑白鹰雕、安氏涧鼠、火山灯草鹀、冠鹩鸫、黄踝饰雀等。当地也有大量植物的特有种。

## 图库

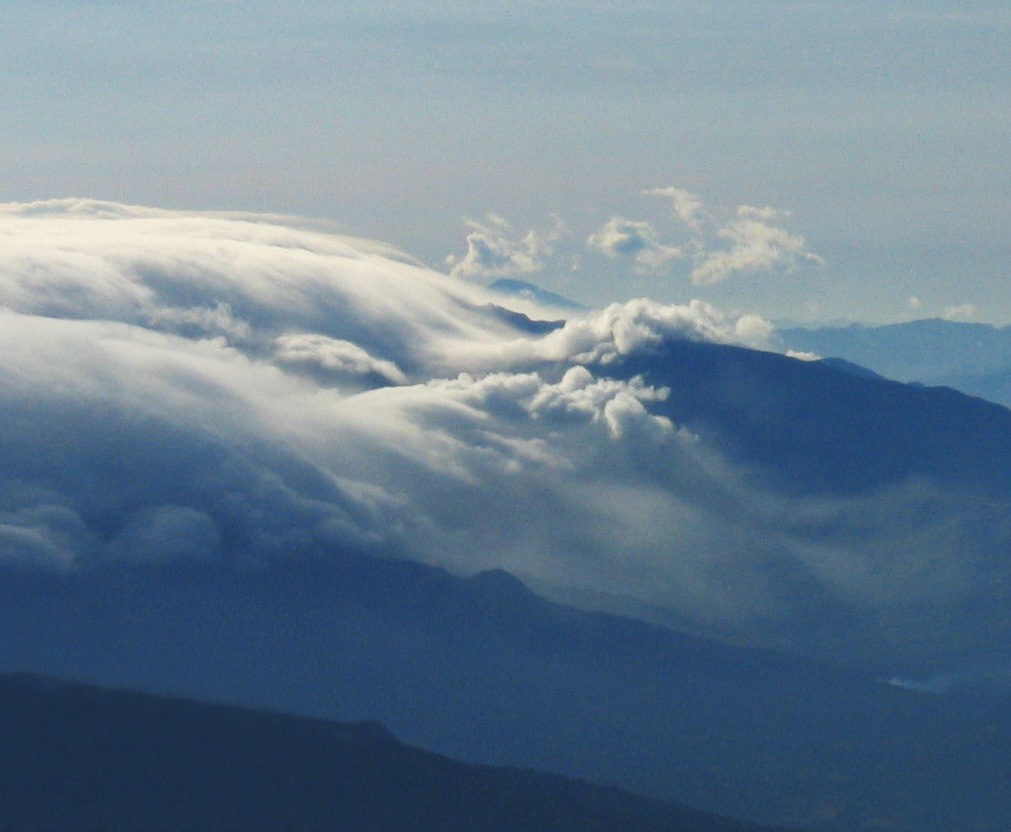
被云层覆盖的火山
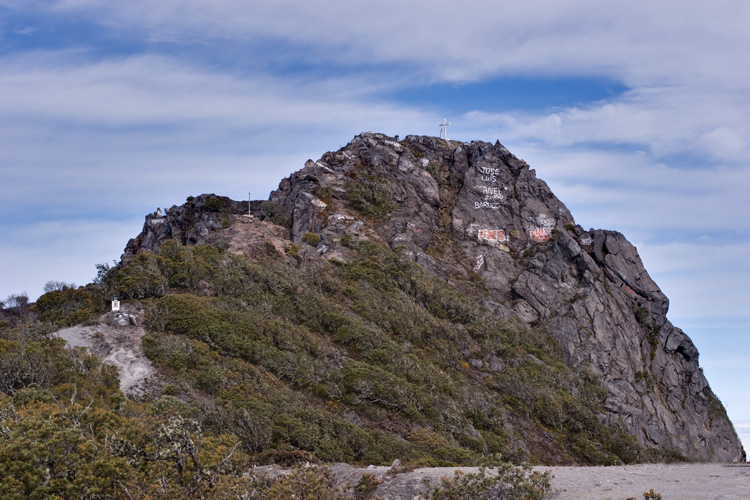
顶峰
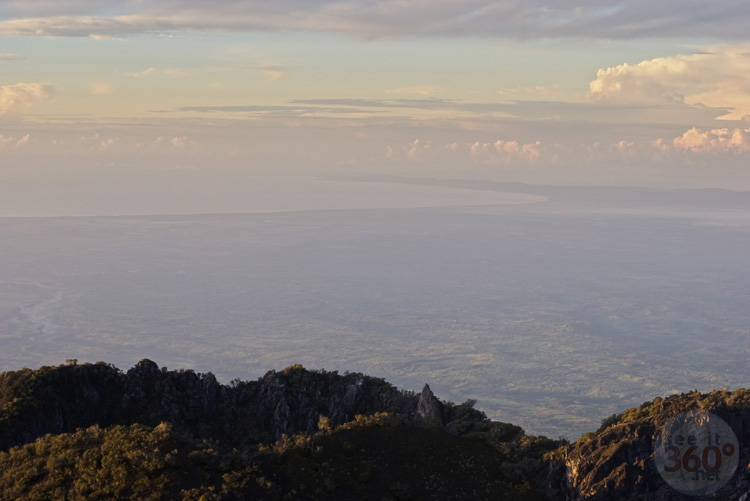
从山上看太平洋